# Matunsaari
Matunsaari är en ö i Finland. Den ligger i sjön Ylä-Rieveli och i kommunen Mäntyharju i den ekonomiska regionen  S:t Michel och landskapet Södra Savolax, i den södra delen av landet, 150 km nordost om huvudstaden Helsingfors. Öns area är 18,7 hektar och dess största längd är 0,9 kilometer i nord-sydlig riktning.